# جيم أندروود
جيم أندروود (بالإنجليزية: Jim Underwood)‏ هو سياسي أمريكي، ولد في 1946، وتوفي في 24 يوليو 2013. انتخب عضو الهيئة التشريعية في غوام ‏.